# سبيتزورلي
سبيتزورلي (بالإنجليزية: Spitzhorli)‏ هو أحد جبال سلسلة جبال الألب بينيني ويقع في كانتون فاليز في سويسرا. يحتل المرتبة رقم 286 في قائمة جبال سويسرا من حيث الارتفاع، إذ يبلغ ارتفاعه حوالي 2737 متر، بينما يبلغ ارتفاع نتوء الجبل 320 متر.